# Csepeli RC
A Csepeli Röplabda Club egy csepeli sportegyesület amely több röplabdacsapattal is rendelkezik. Női, férfi és utánpótlás csapatai is vannak. 2001-ben alapították. Elődei  - 1947-től - a Csepeli MTK, a Csepeli Vasas SK, a Csepel SC és a Csepel-Kordax voltak.

## Története
A csepeli röplabda története 1947-ben kezdődött. A hazánkban ekkor meghonosodó sportágat űző első csapatok egyike volt a Patay Zsigmond testnevelő vezetésével a csepeli gimnazisták gárdája. A fiatal csapat az 1947-es első magyar bajnokságban bronzérmet szerzett. Az első bajnoki aranyat 1949-ben szerezték. A siker kovácsa Patay Zsigmond és dr. Abád József volt.
Megszületett az első nagy csepeli röplabda-generáció, mely 1957-ig öt alkalommal nyert bajnoki címet. Ebben az időszakban tizenegyen tagjai voltak a válogatottnak.
1968-tól 1982-ig 10 bajnokságot nyert a Csepel, továbbá összesen tizenhárom alkalommal a Magyar Népköztársasági Kupa küzdelmeit is a piros-kékek nyerték. 1973-ban ezüstérmet szereztek a Kupagyőztesek Európa Kupájában.
Az 1980-as évek közepén a kiesés is fenyegette a néhány éve még egyeduralkodó csapatot.
Bronislaw Orilkowski mester vezetésével bronzérmet  értek el.
Az 1988-1989-es idényben született meg a csepeli röplabda szakosztály 16. bajnoki címe.
1995-ben ezüstérmet szerzett az együttes.
1998-ban a profi csapat feloszlott.
A csepeli röplabdázók 2004-2005-ös Budapest Bajnokságot nyertek.
A férfi csapat 2006-ban feljutott a magyar NB/I.-be, ahol első szezonjában a középmezőnyben maradt. A második szezon nem sikerült valami jól. A kiemelt csoportban indultak, de mivel innen kiestek, ezután az NB/I. ligacsoport várt rájuk. A női csapat ekkor a Budapest Bajnokságban játszott.
A 2011-2012-es szezonban a férfi csapat az első osztályú bajnokságban 8. helyen, míg Magyar Kupa küzdelmeiben a 4. helyen végzett.

## Sikerek
Magyar első osztályú röplabda-bajnokság
- 16-szoros bajnok: 1949, 1951, 1952, 1953, 1954, 1968, 1969, 1970, 1973, 1974, 1976, 1977, 1978, 1979, 1982, 1989.

Röplabda Magyar Kupa
- 14-szeres győztes: 1951, 1953, 1969, 1970, 1971, 1972, 1974, 1976, 1978, 1979, 1980, 1981, 1982, 1990.

1972-1973 – Kupagyőztesek Európa Kupája
- 2. hely

## Híres játékosok
- Antalpéter Tibor
- Babati Ferenc
- Békevári György
- Buzek László
- Dégi Jenő
- Gulyás János
- Győri Attila
- Havasi Gyula
- Hemperger László
- Hennig Ernő
- Kovács Károly
- Kövér György Emil[6]
- Mészöly István
- Nagy Lajos
- Oláh János
- Somogyi László
- Policsányi István

## Sportcsarnok
A csapatok a Béke téri sporttelep röplabda és kosárlabda csarnokában játszik, ami a Bajnokok Csarnoka nevet viseli.